# Túnel Gaviota
El túnel Gaviota (en inglés: Gaviota Tunnel) es un túnel en la ruta 101 de EE. UU. completado en 1953 en el centro del parque estatal Gaviota, 33 millas (53 km) al noroeste de Santa Bárbara, California.

## Descripción
Tiene 420 pies (130 m) de largo y 17,5 pies (5,3 m) de altura. Sólo los carriles hacia el norte de la Ruta 101 EE. UU. (El Camino Real) pasan a través de él, mientras los carriles hacia el sur descienden del paso Gaviota a través de un estrecho cañón hacia el oeste del túnel. Debido a que es la única ruta principal entre la costa sur del condado de Santa Bárbara y el Valle de Santa Ynez, se permite que las bicicletas pasen a través de él. Hay una zona de descanso en el extremo sur del túnel, el más meridional a lo largo de la Ruta 101.